# Anisorrhina jocquei
Anisorrhina jocquei är en skalbaggsart som beskrevs av Allard 1988. Anisorrhina jocquei ingår i släktet Anisorrhina och familjen Cetoniidae. Inga underarter finns listade i Catalogue of Life.